# مارتي سميث
مارتي سميث (بالإنجليزية: Marty Smith)‏ هو متسابق دراجات نارية أمريكي، ولد في 26 نوفمبر 1956.